# Тіна Чері
Крістіна Р. Конатсер (Kristina R. Conatser, нар. 23 жовтня 1973, Мемфіс, Теннессі, США), відома як Тіна Чері (англ. Tina Cheri) — американська порноакторка.

## Біографія
Народилася 23 жовтня 1973 року в Мемфісі, Теннессі, США. Виросла в Міссісіпі. Першою пристрастю Тіни була музика, і деякий час вона займалася співом.
В порноіндустрію потрапила у 1995 році, у близько 22 років, для порностудії Big Top Video у фільмах Girls Around The World 24 і Busty Debutantes. Незабаром підписала контракт з Metro Entertainment, знявшись, серед інших, у постановках Backseat Driver 12 (2000)/Bad Ass Bridgette 2 (2007) з Брііт Керков, Браяном Сурівудом і Тайсом Баном.
Також знялася у фільмі The Naked Monster (2005).
У 2007 році пішла з порноіндустрії, знявшись у 140 порнофільмах.
З 1992 року одружена з Грегом Черрі.

## Премії і номінації
- 2000 Venus Award перемога — краща іноземна акторка (США)[6]
- 2001 AVN Award номінація — краща жіноча сцена, відео — Babes Illustrated 8 (Cal Vista Video/Metro) разом з Боббі Барроном, Emily, Coral Sands і Фелесією[7]

## Вибрана фільмографія
- 1999: Pussyman's Decadent Divas 2 & 4
- 2000: Sorority Sex Kittens 4
- 2000: On the Prowl
- 2001: Babewatch 13 & 14
- 2001: Infidelity
- 2004: Sextacy